# Мьеллен
Мьелле́н (фр. Miellin) — коммуна во Франции, находится в регионе Франш-Конте. Департамент — Верхняя Сона. Входит в состав кантона Мелизе. Округ коммуны — Люр.
Код INSEE коммуны — 70345.

## География
Коммуна расположена приблизительно в 350 км к востоку от Парижа, в 85 км северо-восточнее Безансона, в 50 км к северо-востоку от Везуля.
По территории коммуны протекает небольшая река Ду-де-л’О. Более 80 % территории коммуны покрыто лесами.

## Население
Население коммуны на 2010 год составляло 76 человек.
| 1962 | 1968 | 1975 | 1982 | 1990 | 1999 | 2010 |
| ---- | ---- | ---- | ---- | ---- | ---- | ---- |
| 182  | 159  | 133  | 99   | 82   | 82   | 76   |

## Администрация
| Период | Период | Фамилия          | Партия | Примечания |
| ------ | ------ | ---------------- | ------ | ---------- |
| 2001   | 2008   | Жильберт Пульмар |        |            |
| 2008   | 2014   | Ив Бонне         |        |            |

## Экономика
В 2010 году среди 45 человек трудоспособного возраста (15—64 лет) 29 были экономически активными, 16 — неактивными (показатель активности — 64,4 %, в 1999 году было 66,7 %). Из 29 активных жителей работали 27 человек (17 мужчин и 10 женщин), безработных было 2 (1 мужчина и 1 женщина). Среди 16 неактивных 7 человек были учениками или студентами, 6 — пенсионерами, 3 были неактивными по другим причинам.

## Фотогалерея
- Мьеллен
- Церковь Св. Власия
- Мэрия